# Гайдук-Велькович, Любина
Лю́бина Га́йдук-Ве́лькович, другой вариант фамилии — Га́йдук-Ве́льковичова, урождённая Ше́нец (в.-луж. Lubina Hajduk-Veljković, Lubina Hajduk-Veljkovićowa, Šěnec, 1976 год, Баутцен, ГДР) — лужицкая писательница, поэт, драматург и переводчик. Пишет на верхнелужицком языке.
После окончания сербской гимназии в Баутцене поступила в Лейпцигский университет, в котором изучала сорабистику и историю.

## Литературное творчество
Пишет книги для детей, стихотворения, театральные произведения, повести и рассказы на верхнелужицком языке. В 2006 году издала детектив «Pawčina złósće».
Перевела на верхнелужицкий язык произведения Федерико Гарсиа Лорки, Чарльза Диккенса, Торнтона Уайлдера, Карло Гольдони и Миро Гаврана.
В 2017 году удостоена специальной награды премии имени Якуба Чишинского «за её выдающийся вклад в развитие современной серболужицкой литературы и разработку лингвистических учебно-воспитательных пособий».
Дочь серболужицкого литературного историка и библиографа Франца Шена.

## Сочинения
- Prěnje jejko, сборник стихотворений, 1998;
- Pjatk haperleje, сборник стихотворений, 1998;
- Wurywanki, пьеса, 2001;
- Ćipka w lěsu, детская книга, 2004;
- Pawčina złósće, детектив, 2006;
- Dyrdomdej mjez swětami — pola androidow, комедия, 2007;
- Juliana, детская книга, 2007;
- Cuze zynki, сборник рассказов, 2009;
- W putach Čorneho pana, роман-фэнтези, 2011.